# Otto Wernicke
Otto Wernicke, född 30 september 1893 i Osterode am Harz, Kejsardömet Tyskland, död 7 november 1965 i München, Västtyskland, var en tysk skådespelare. Wernicke spelade huvudsakligen biroller och är främst känd för sin roll som poliskommissarie Lohmann i Fritz Lang-filmerna M och Dr. Mabuses testamente.
Wernicke var son till en bryggeridirektör i Osterode am Harz och växte upp i Bitterfeld och Leipzig, där han tog lektioner i skådespeleri parallellt med att han var bokhandlarlärling. Hans första scenframträdande skedde 1909 i Erfurt, vid 16 års ålder. 1915 till 1918 var han inkallad till militärtjänst under första världskriget. Efter krigets slut var han verksam vid stadsteatern i Bonn, följt av bayerska statsteatern i München 1921-1937 samtidigt som han från 1929 gjorde gästspel i Berlin.
Under tiden i München fick Wernicke sina första stumfilmsroller. Wernicke genombrott som filmskådespelare var hans roll som poliskommissarie Lohmann i Fritz Langs klassiker M, vilket också var hans första roll i en ljudfilm. Under 1930-talet spelade han i många tunga biroller i tyska filmer.
Wenicke var gift med en judinna, vilket innebar att han behövde ett särskilt tillstånd från  Reichskulturkammer för att kunna fortsätta att vara verksam under nazisttiden. Att Wenicke fick ett sådant tillstånd uppges ha berott på den kände regissören Gustaf Gründgens. Wenicke verkade vid Deutsches Theater i Berlin 1934-1941 följt av Preußisches Staatstheater i Berlin, hos Gustaf Gründgens, 1941-1944. Under nazisttiden spelade han också mindre roller i flera propagandafilmer från 1933 och framåt. I augusti 1944 togs Wenicke med på Joseph Goebbels lista över "gudabenådade skådespelare" som han behövde för sina propagandafilmer, vilket säkerställde att han inte riskerade att ianspråkstas för annan krigstjänstgöring. 1945 spelade han en roll som bonde i Veit Harlans propagandafilm Brinnande hjärtan (originaltitel Kolberg).
Trots sina filmroller under nazitiden kunde Wernicke arbeta vidare efter kriget utan problem. Han började vid Bayerisches Staatsschauspiel i München och hade nya filmroller från 1947. Han spelade bland annat en chefsläkare i den halvdokumentära Lang ist der Weg från 1948 i regi av Marek Goldstein, som var den första tyska efterkrigsfilm där förintelsens offer stod i centrum för handlingen.
I april 1951 skadades Wernicke svårt i samband med en olycka på scen, och kunde under flera års tid inte arbeta som skådespelare. Först från 1955 återupptog han sin verksamhet med mindre filmroller.
Hans dotter Annemarie Wernicke var också skådespelare och företrädesvis aktiv inom teater.

## Filmografi (i urval)
- 1931 – M
- 1933 – Doktor Mabuses testamente
- 1933 – Tunneln
- 1934 – Dolly på det hala
- 1934 – Flyktingen från Chicago
- 1935 – Kärlek och knockout
- 1942 – Den store segraren
- 1943 – Titanic
- 1945 – Brinnande hjärtan
- 1947 – Möte på hotell
- 1949 – Lång är vägen
- 1955 – Himmel utan stjärnor
- 1956 – Kuppen i Köpenick
- 1956 – Söndagsbarnet